# Fiat G.50
Fiat G.50 Freccia ("Mũi tên") là một máy bay tiêm kích của Ý trong Chiến tranh Thế giới II. Nó bay lần đầu tiên vào tháng 2/1937, G.50 là máy bay một tầng cánh hoàn toàn bằng kim loại, một chỗ đầu tiên của Ý, ngoài ra nó còn có buồng lái kín và bộ càng đáp thu vào được. Phi công không thích kính buồng lái dạng trượt, do nó khó mở và cản trở tầm nhìn, vì vậy các phiên bản sau này, loại nắp buồng lái dạng mở sang bên đã được áp dụng. Đầu năm 1938, Freccias được trang bị cho các đơn vị của Regia Aeronautica gồm với Aviazione Legionaria tại Tây Ban Nha, tại đây nó đã thể hiện là một loại máy bay nhanh, và giống như hầu hết các thiết kế khác của Ý, nó có khả năng cơ động rất tốt; tuy nhiên, có lại trang bị vũ khí không đầy đủ (chỉ có 2 khẩu súng máy Breda-SAFAT). Fiat G.50 còn được trang bị số lượng nhỏ cho Không quân Croatia, Phần Lan mua 35 chiếc.

## Biến thể

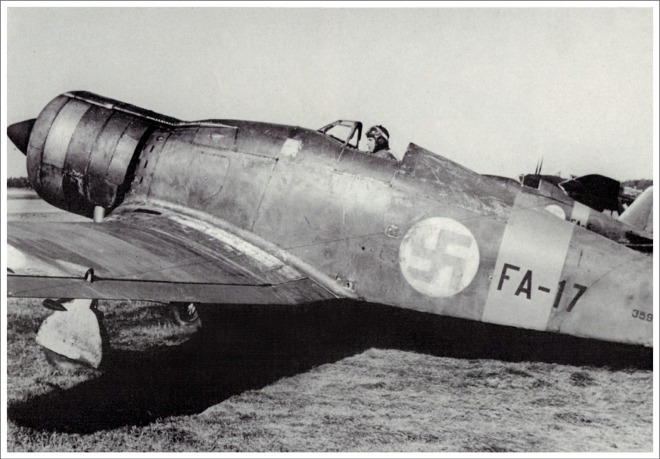
FIAT G.50 II

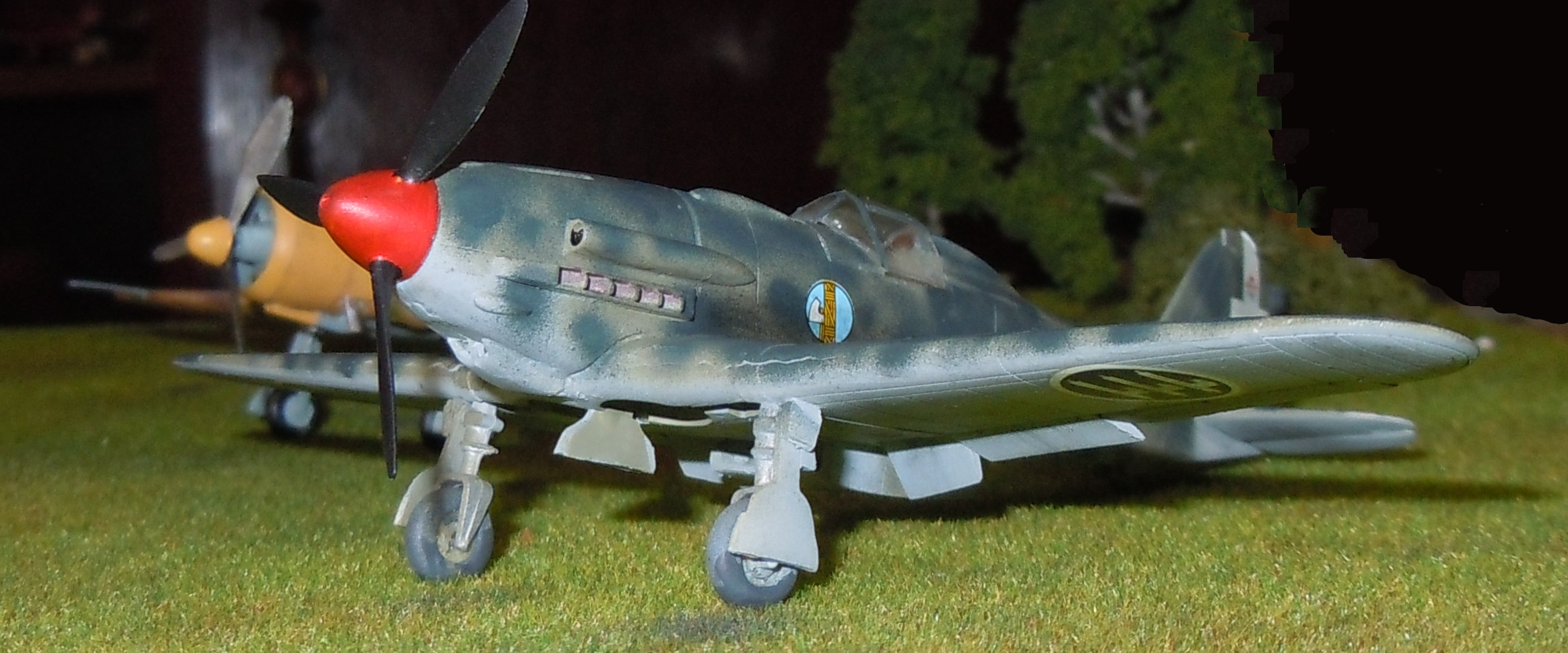
Model Fiat G.50V

G.50
Phiên bản sản xuất đầu tiên.
G.50 bis
Phát triển của phiên bản G.50 với tầm hoạt động tăng thêm, 421 chiếc.
G.50ter
Phiên bản lắp động cơ mạnh hơn, 746 kW (1,000 hp) Fiat A.76, không chế tạo.
G.50V
Lắp động cơ Daimler-Benz DB 601, không chế tạo.
G.50bis A/N
Mẫu thử tiêm kích-bom hai chỗ, 1 chỗ.
G.50B
Phiên bản huấn luyện 2 chỗ.
G.51
Phiên bản dự án sản xuất của G.50V, bị hủy bo khi Fiat G.55 xuất hiện.
G.52
Phiên bản dự án của G.50, lắp động cơ Fiat A.75 R.C.53.

## Quốc gia sử dụng
NDH
- Không quân Nhà nước độc lập Croatia nhận hơn 15 chiếc.

 Phần Lan
- Không quân Phần Lan mua 35 chiếc.
  - Phi đoàn số 26, Không quân Phần Lan

 Đức
- Luftwaffe

 Ý
- Regia Aeronautica

 Italian Social Republic
- Aeronautica Nazionale Repubblicana

 Spain
- Ejército del Aire

 Nam Tư
- Không quân SFR Nam Tư có 1 chiếc từng thuộc Croatia.

## Tính năng kỹ chiến thuật (G.50)
Fiat G.50 Freccia (Arrow) Specifications 

### Đặc điểm riêng
- Tổ lái: 1
- Chiều dài: 7,79 m (25 ft 7 in)
- Sải cánh: 10,96 m (35 ft 11 in)
- Chiều cao: 2,96 m (9 ft 9 in)
- Diện tích cánh: 18,2 m² (196 ft²)
- Trọng lượng rỗng: 1.975 kg (4.354 lb)
- Trọng lượng có tải: 2.706 kg (5.965 lb)
- Trọng lượng cất cánh tối đa: 2.415 kg (5.324 lb)
- Động cơ:: 1 × Fiat A.74 RC38, 625 kW (838 hp)

### Hiệu suất bay
- Vận tốc cực đại: 484 km/h (301 mph) trên độ cao 5.000 m
- Tầm bay: 670 km (418 miles)
- Trần bay: 9.835 m (32.258 ft)
- Vận tốc lên cao: 13,7 m/s (2.694 ft/min)
- Lực nâng của cánh: 148 kg/m² (30 lb/ft²)
- Lực đẩy/trọng lượng: 230 W/kg (0,14 hp/lb)

### Vũ khí
- 2 khẩu súng máy 12,7 mm (0.50 in) Breda-SAFAT